# Šola za aktivne sanitetne častnike Jugoslovanske ljudske armade
Šola za aktivne sanitetne častnike je bila ena izmed vojaško-sanitetnih šol Jugoslovanske ljudske armade; imela je status vojaške šole z višjim strokovnim izpitom.
Šola je usposabljala srednjosanitetno osebje JLA (zdravniške pomočnike, lekarniške pomočnike, zobozdravnike in zobozdravstvene tehnike). Prvotno so za sprejem zadostovali 4 razredi gimnazije, nato pa so zahtevali 6 razredov gimnazije ter končano sanitetno podčastniško šolo. Prav tako so spremenili trajanje šolanja: prvotno 3, nato pa 4 leta. Po končanju šolanja so diplomiranci prejeli čin sanitetnega podporočnika.